# Renske Leijten
Renske Maria Leijten (née le 17 mars 1979) est une femme politique néerlandaise du Parti socialiste (SP), qui est membre de la Chambre des représentants entre 2006 et 2023.

## Biographie
Leijten étudie la langue et la littérature néerlandaises à l'Université de Groningue. Elle est élevée dans la religion catholique romaine mais est maintenant agnostique. À partir de 2005, elle est membre du comité exécutif du parti SP. De 2005 à 2007, elle est également présidente de l'organisation de jeunesse ROOD du SP.
Elle est élue pour la première fois à la Chambre des représentants lors des élections générales de 2006. Elle se concentre sur les questions de santé publique, de qualité de vie et de sport. Du 6 février 2014 au 29 mai 2014, elle est temporairement absente en raison d'un congé de maternité, elle est d'abord remplacée par Tjitske Siderius et à partir du 14 mai 2014 par Henri Swinkels. Elle devient célèbre grâce à la révélation par Pieter Omtzigt et son parti du scandale des allocations familiales, qui conduit à la démission du troisième cabinet Rutte. Leijten annonce son départ de la politique le 1er juillet 2023 et quitte son siège à la Chambre des représentants trois jours plus tard. Elle explique qu'elle a pris cette décision en février et indiquant qu'on ne peut plus fonctionner lorsque la frustration domine.